# 哈桑·康塔爾
哈桑·勤達（阿拉伯语：‎；1981年7月13日—）是叙利亚难民。他在2018年3月7日起被困吉隆坡国际机场，直至同年10月1日被捕。2011年，敘利亞爆發內戰後，他擔心會被徵召入伍，決定流亡外國，若果選擇回國的話則有可能被捕。
他的困境與电影《幸福终点站》中汤姆·汉克斯的角色十分類似，而該角色其實啟發自被困法国巴黎戴高乐机场18年的梅赫蘭·卡里米·納賽里。根據有线电视新闻网的碧基·安達臣指出，情況並非「前所未見」，而由於更多國家將不會接受敘利亞國民入境，他的情景可能成为叙利亚难民面临的一个更普遍的问题。

## 背景
勤達生於苏韦达的一個德鲁兹家庭，有兩個兄弟姊妹，父親是機械工程人員、母親是護士。2006年，勤達以和平主義為由拒絕加入敘利亞軍隊，繼而从叙利亚移民到阿聯酋，从事保險營銷。他的工作许可证在2011年到期，也就是叙利亚内战爆发的那一年。叙利亚大使馆拒绝延长阿尔孔塔的护照期限后，他担心回国后会被征召参战，決定非法滞留阿联酋。2017年，他遭到逮捕，并被驱逐到叙利亚公民可以免签证入境的马来西亚。他试图前往厄瓜多尔，但土耳其航空的工作人员在沒有提供任何理由下拒绝他登机，也沒有退还他的机票。然后他试图前往柬埔寨，但被拒绝入境，并再被送回吉隆坡。隨著他的马来西亚旅游签证到期，他不被允许入境，繼而被逼滞留机场，处于「法律灰色地帶」。
雖然事實上有不少敘利亞難民居於大馬，但由於馬來西亞沒有簽署《難民地位公約》，因此勤達不會獲得難民的法律地位。而據報马来西亚政府曾讨论过让他正式入境马来西亚，但由始至終都没有正式邀请過他。

### 機場生活

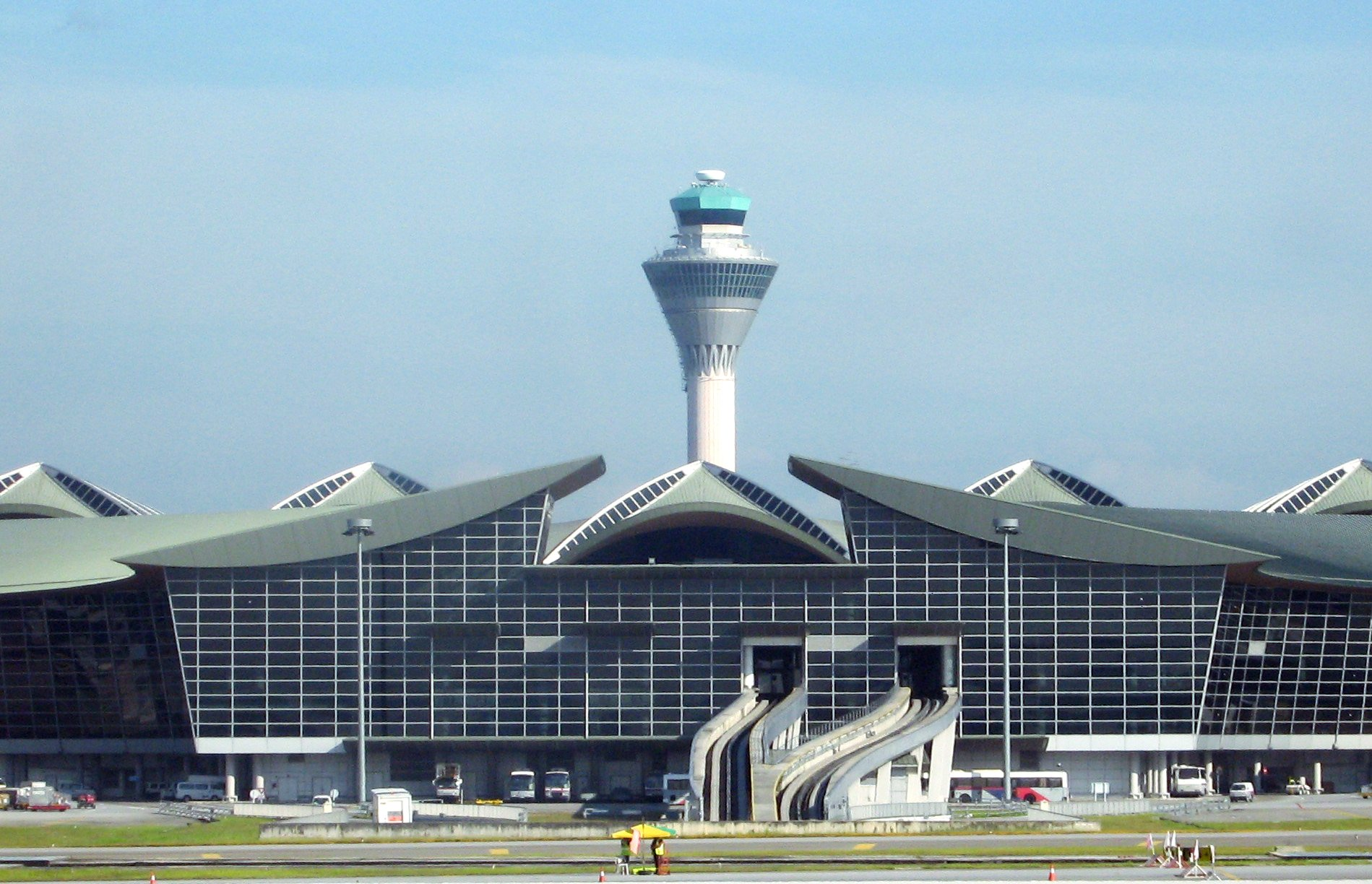
吉隆坡国际机场

勤達通常在椅子上或樓梯下休息，在殘疾人士廁所沖涼，而一些机场工作人员會给他食物（大部分来自亞洲航空）。雖然他身上的儲蓄不斷減少，不過有不少人捐錢給他，一位住在不列颠哥伦比亚省的女士更為他筹集资金，以便資助他到加拿大生活至少一年。另一方面，联合国难民署一直努力提供法律援助。
2018年6月，時值被困機場第100日，他開玩笑地決定向美国国家航空航天局申請去火星，自嘲希望能夠離開人性最劣之地。
同年10月1日，他因身处机场禁区而被警方拘留。马来西亚移民事務主管穆德法·阿里表示大馬政府「將与叙利亚大使馆沟通，討論將勤達遣返回本国」，引起外界爭議和批評。後來阿里改口稱，經過駐大馬外交使節的溝通和安排後，勤達將會被送往第三國。及後加拿大加快處理勤達的庇護申請，勤達在被拘留58日後終於獲釋。

### 加拿大庇護
2018年11月26日，獲得加拿大永久性居民身份的勤達乘機前往加國，在溫哥華國際機場降落，其後定居不列颠哥伦比亚省的威士拿，開始打工。勤達目前與家人和羅利·古柏同居，古柏是媒體公關，也曾私底下資助他獲得庇護身份，至今已幫助超過30名難民定居加拿大。勤達目前在餐廳工作，不時在人權活動上發言。
截至2019年8月，勤達在籌辦名為「不被遺忘行動」的難民重新定居活動，由澳洲難民委員會和國際特赦組織資助，並計劃籌款330萬美元，讓被困諾魯和馬努斯島的伊朗、緬甸、阿富汗、斯里蘭卡、伊拉克等地和無國籍的難民能夠入境加拿大。

## 外部連結
- 哈桑·康塔爾的Instagram帳戶
- 哈桑·康塔爾的X（前Twitter）